# John Wesley Hyatt

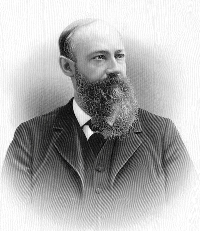
John Wesley Hyatt

John Wesley Hyatt (* 28. November 1837 in Starkey, New York, USA; † 10. Mai 1920 in Short Hills, New Jersey, USA) war ein US-amerikanischer Chemiker und Erfinder. Er verbesserte das Herstellungsverfahren für den ersten thermoplastischen Kunststoff wesentlich. Der Brite Alexander Parkes hatte 1855 das Zelluloid erfunden und unter dem Markennamen Parkesine patentiert, konnte jedoch keine stabile Gebrauchsqualität gewährleisten. Seine Entwicklungen im Bereich von Wälzlagern führte 1892 zur Gründung der Hyatt Roller Bearing Company, einem führenden Betrieb der Branche, der 1916 von William Durant übernommen und 1918 in General Motors integriert wurde. Mit weiteren Erfindungen hielt John Wesley Hyatt hunderte Patente.

## Leben
Nach einer Ausbildung zum Drucker in Illinois gründete Hyatt in Albany eine Firma zur Herstellung von Billardkugeln, die Albany Billard Ball Company. Er experimentierte mit verschiedenen Werkstoffen um ein Ersatzmaterial für das teure Elfenbein zu finden und entdeckte, dass die Zugabe von Campher und Alkohol unter geringer Hitze und Druck die spröde Nitrozellulose auflöst und das Material gefügiger macht. Sein erstes Patent für erfundene neue Billardkugeln erhielt er am 10. Oktober 1865. Sie genügten den Ansprüchen seiner Kunden noch nicht vollständig und er experimentierte weiter.
Nitrozellulose, auch Schießbaumwolle genannt, wird hergestellt, indem man Baumwollfasern mit Salpetersäure und Schwefelsäure tränkt und so das natürliche Polymer Zellstoff aus den Pflanzenwänden löst. Je nachdem, wie viel Kampfer dieser Nitrozellulose beigegeben wird, ist der entstandene Kunststoff hart wie Horn oder weich wie Rohgummi und lässt sich durch Erwärmen verformen.

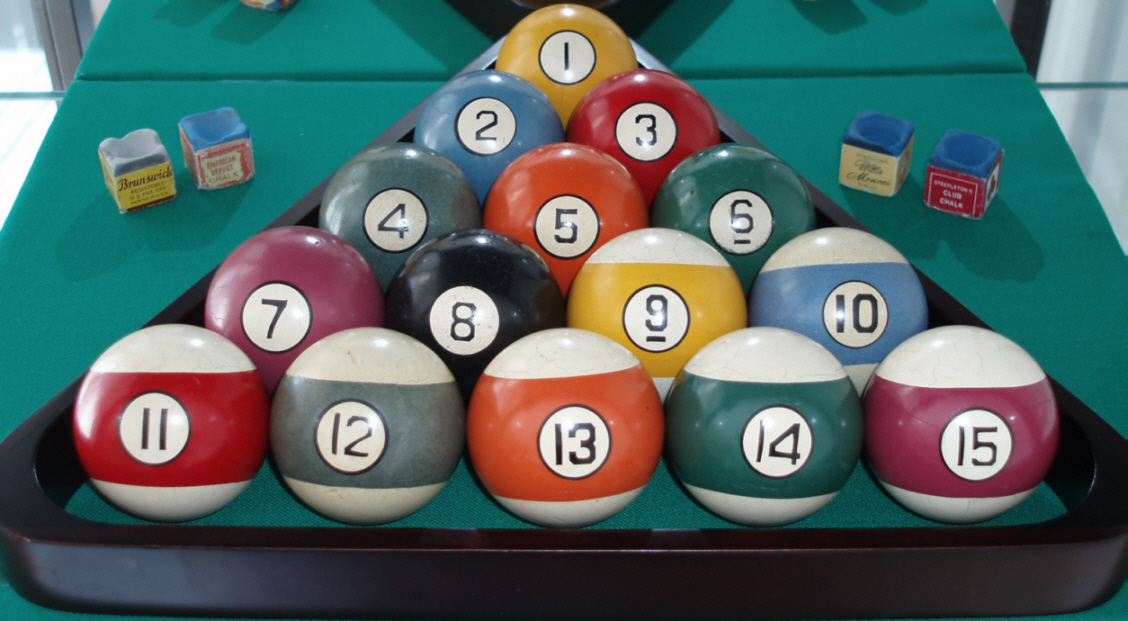
Einer der ersten Billardkugelsätze aus Hyatts Fertigung, ca. 1920

 Hyatt hatte damit den ersten thermoplastischen Kunststoff erfunden. Anfangs knallte es wegen der engen Verwandtschaft zur Schießbaumwolle (und deren hohem Anteil) beim Billardspielen mit Zellulosekugeln noch ab und zu so heftig, dass am Pooltisch stehende Cowboys zu ihren Colts griffen.
1870 ließ Hyatt das Herstellungsverfahren patentieren und gründete 1870 die Albany Dental Plate Company, die aus Zelluloid künstliche Gebisse herstellte. 1872 erfand er die erste Spritzgießmaschine. Im gleichen Jahr benannte er die Firma in Celluloid Manufacturing Company um und verlagerte den Firmensitz 1873 nach Newark, New Jersey. Die Firma wurde 1927 von der Celanese Corporation übernommen und gehörte damit zur Hoechst-Celanese Corporation.
1971 wurde er posthum in die Hall of Fame des Billiard Congress of America aufgenommen.